# Best Rock FM
A Best Rock FM foi uma estação de rádio do grupo Media Capital, que iniciou as suas emissões no dia 3 de Fevereiro de 2003, aquando da reestruturação das rádios deste grupo, encabeçada por Pedro Tojal. 
Dedicada ao rock, no início tinha apenas duas frequências (Lisboa 96.6 FM / Porto 105.8 FM) e alguns animadores da Rádio Comercial (até àquela data, conhecida como "Rádio Rock"), como António Sérgio, Ana Isabel Arroja, Miguel Freitas, Pedro Ribeiro, Maria de Vasconcelos, José Araújo, Sérgio Magalhães e Nuno Markl.
Com poucos meios e sem qualquer tipo de promoção, a Best Rock FM, dirigida a um público maioritariamente jovem, surpreendeu pelos bons resultados, ainda com apenas dois emissores. 
No verão de 2004, com a saída de Pedro Ribeiro para o Rádio Clube Português, desfez-se o Programa da Manhã (já que saíram também Nuno Markl e Maria de Vasconcelos). 
Diogo Beja e Miguel Peixoto, da Antena 3, vieram substituí-los. 
Já com quatro emissores (a Lisboa e Porto juntaram-se Coimbra - 103.0 FM - e Santarém - 97.7 FM), a Best Rock FM viu perder Diogo Beja, Sandra Ferreira, António Sérgio, José Araújo (todos para a Rádio Comercial) e Miguel Freitas (para a Antena 1). 
O pior resultado da sua história, em termos de audiência, pode ter sido a causa destas saídas.
Fizeram parte da equipa, entre outros, Miguel Peixoto (7-11h), Paula Fialho (17-20h), Francisco Gil (Slow Down) (22-00h), Rita Neves, Cláudia Silva, Marco Oliveira e Anabela Gonçalves nas emissões locais (11-17h e 20-22h).
Em meados de 2007, fruto de remodelações nas rádios da Média Capital, a Best Rock FM mudou-se dos 96.6 Lisboa para os 101.1 MHz, emissor da Moita, deixando de emitir nos 97.7 MHz Santarém e 103.0 Cantanhede (Coimbra), mantendo-se nos 105.8 Valongo (Porto). 
Entretanto, em Janeiro de 2010, mudou de frequência no Porto para os 89.5 Matosinhos.
A 26 de janeiro de 2011, foi anunciada pela parte da Media Capital Rádios uma reestruturação da Best Rock FM, devido às fracas audiências. 
Porém, em janeiro de 2012 deixou de emitir no Porto; e em Novembro de 2013 terminou em definitivo as suas emissões, nos 101.1 MHz da Moita.

## Audiências
Evolução da Audiência Acumulada de Véspera da Best Rock FM (dados da Marktest), por trimestre:
- 02/2003 - 1,1%
- 03/2003 - 1,2%
- 04/2003 - 1,5%
- 01/2004 - 2,0%
- 02/2004 - 1,6%
- 03/2004 - 1,3%
- 04/2004 - 1,5%
- 01/2005 - 1,3%
- 02/2005 - 1,1%
- 03/2005 - 0,9%
- 04/2005 - 0,9%
- 01/2006 - 0,9%
- 02/2006 - 0,7%